# Askersund
Askersund est une ville de Suède, chef-lieu de la commune d'Askersund. C'est une ville touristique importante, prinicipalement l'été. Elle est située sur les bords du lac Alsen, qui est une partie du lac Vättern.

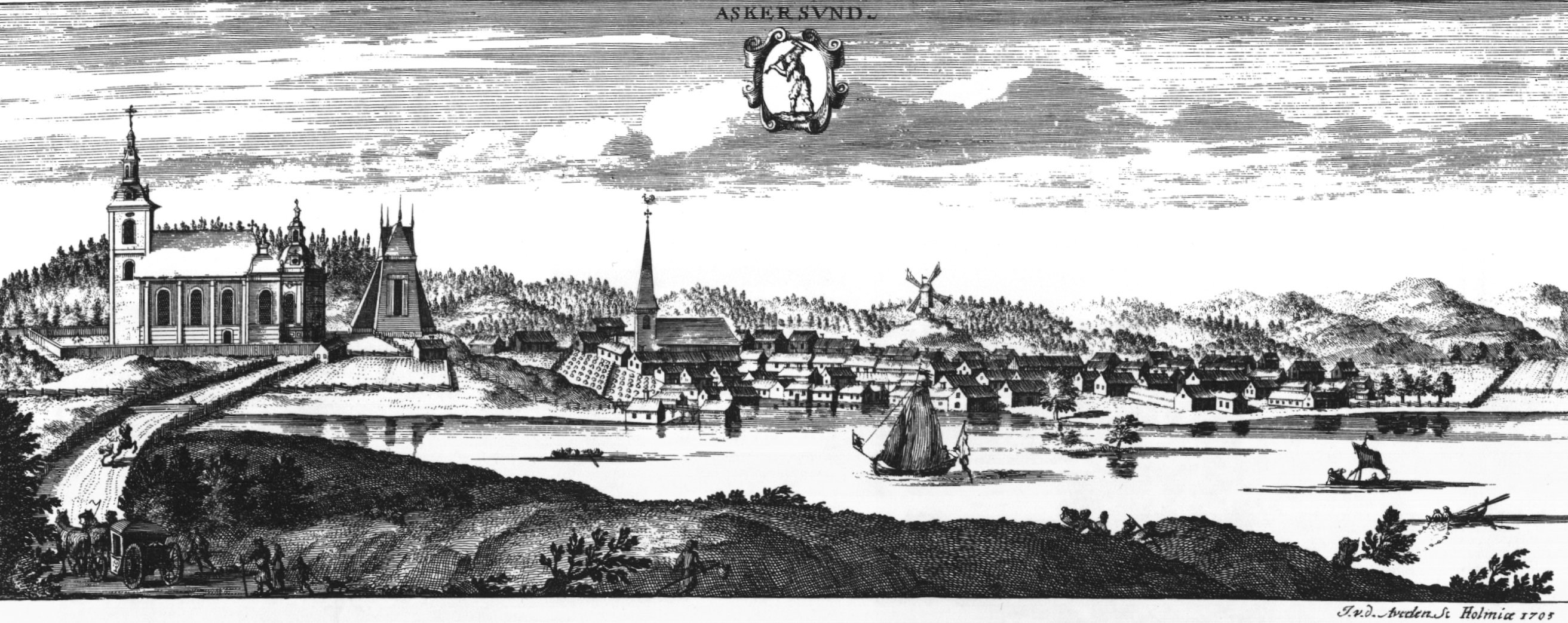
Askersund vers 1700. De Suecia antiqua et hodierna.